# 1400 (szám)
Az 1400 az 1399 és az 1401 közötti természetes szám. Mivel osztható számjegyeinek összegével, ezért Harshad-szám. Összetett szám. Osztóinak összege 3720. Normálalakja {\displaystyle 1{,}4\cdot 10^{3}}. Római számmal: MCD. Kettes számrendszerben 10101111000, nyolcas számrendszerben 2570, hexadecimális alakban 578.